# Naturbühne Hohensyburg

Das Logo

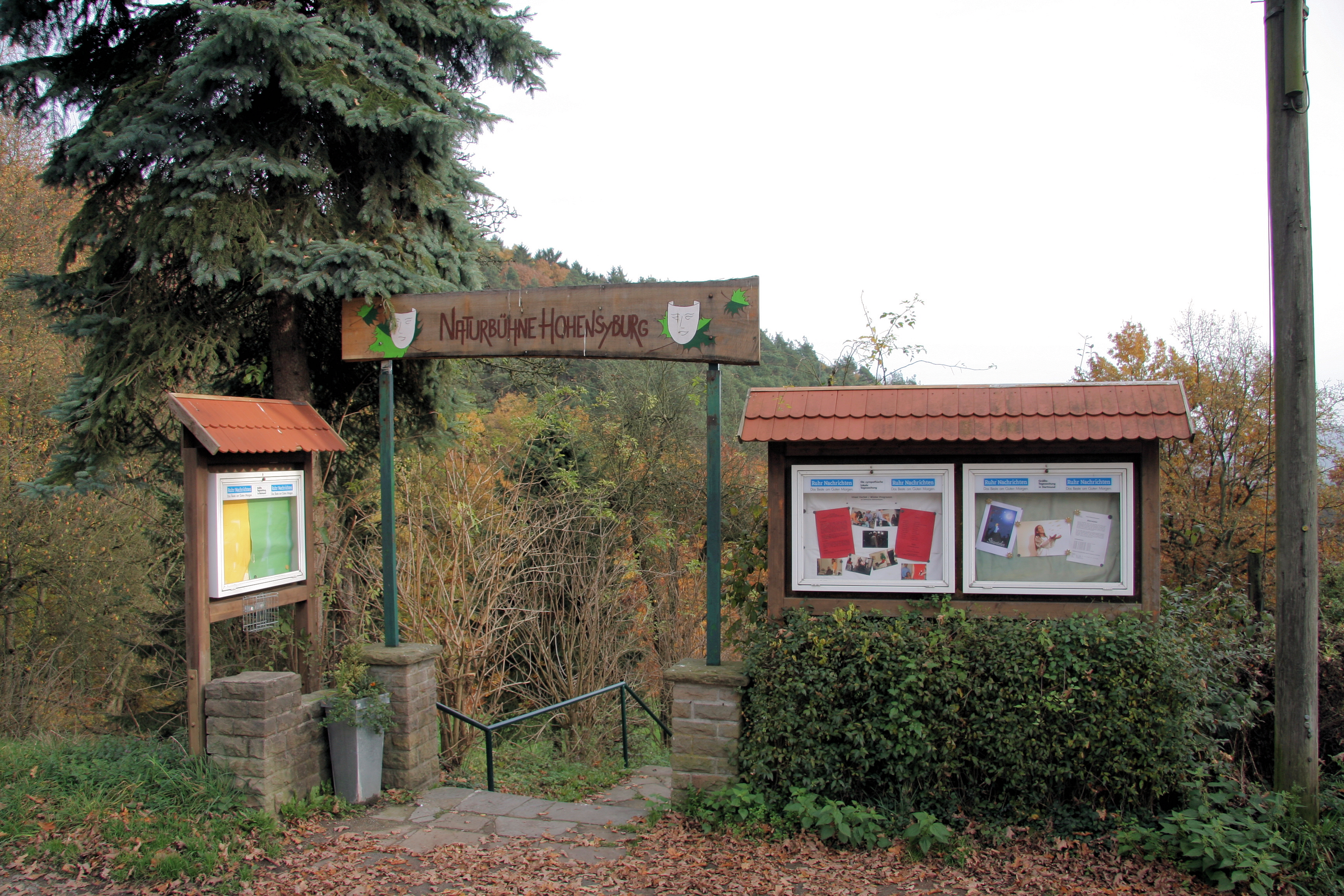
Eingangsbereich

Die Naturbühne Hohensyburg ist ein Freilufttheater im Dortmunder Stadtteil Syburg. Das Theater liegt in einem zur Ruhr abfallenden Tal des Ardeygebirges unterhalb der Hohensyburg.
Die Bühne wird seit 1952 von einem Amateurtheaterensemble bespielt. Das Ensemble der Naturbühne inszeniert jährlich mehrere Produktionen. Der Zuschauerraum bietet Platz für ca. 800 Zuschauer. Die Winteraufführungen finden im ca. 80 Zuschauer fassenden Bühnenheim statt.

## Theater
Die Stücke der Naturbühne Hohensyburg sind wegen ihres charakteristischen Charmes und der Musikstücke besonders beliebt. Die Tradition der Sommer-Stücke für die ganze Familie reicht zurück bis in die 1950er Jahre.

## Aufführungen seit 1953
- 1953: Wetterleuchten auf Sigiburg. Ein Wittekinds-Spiel
- 1954: Das Kätchen von Heilbronn
- 1955: Die Freier, Schneewittchen
- 1956: Der zerbrochene Krug
- 1957: Die Nibelungen
- 1958: Minna von Barnhelm
- 1959: Was ihr wollt, Der Schweinehirt
- 1960: Der Widerspenstigen Zähmung
- 1961: Der gestiefelte Kater, Der zerbrochene Krug
- 1962: Für die Katz'
- 1963: Wenn der Hahn kräht
- 1964: Das Loch in der Gerechtigkeit
- 1965: Ein Sommernachtstraum
- 1966: Die Eroberung der Prinzessin Turandot, Ein Sommernachtstraum
- 1967: Siebzehn und zwei
- 1968: Pfeffer und Salz
- 1969: Wie es euch gefällt
- 1970: Der schwarze Hannibal
- 1971: Waidmannsheil oder Neuer Herr auf Lindenhof
- 1972: Die Spielverderber
- 1973: Immer Ärger mit den Alten
- 1974: Stokkerlok und Millipilli, Der Engel mit dem Blumentopf, Immer Ärger mit den Alten
- 1975: Stokkerlok und Millipilli, Charly's Tante
- 1976: Der Bär geht auf den Försterball, Das Gespenst von Canterville
- 1977: Pimpipan's merkwürdige Abenteuer, Das Gespenst von Canterville
- 1978: Pimpipan's merkwürdige Abenteuer, Hexencoctail, Der gestiefelte Kater, Die Martinslegende
- 1979: Der gestiefelte Kater, Erholung ohne auszuruh'n, Das Gespenst von Canterville, Die Martinslegende
- 1980: Der Teufel mit den drei goldenen Haaren, Das Gespenst von Canterville, Die Martinslegende
- 1981: Der Teufel mit den drei goldenen Haaren, Der doppelte Moritz, Die Martinslegende
- 1982: Das tapfere Schneiderlein, Der doppelte Moritz, Die Martinslegende
- 1983: Das tapfere Schneiderlein, Hände hoch - Miss Kitty, Die Martinslegende
- 1984: Immer Ärger mit den Alten, König Drosselbart, Das tapfere Schneiderlein, Die Martinslegende
- 1985: Rumpelstilzchen, George Dandin, Rumpelstilzchen, Die Martinslegende
- 1986: Die lustigen Weiber von Windsor, Die kleine Hexe, Die Martinslegende, Hänsel und Gretel
- 1987: Die verkaufte Braut, Kater Mikesch, Die Martinslegende, Aschenputtel
- 1988: Der tolle Tag oder Figaros Hochzeit, Urmel aus dem Eis, Die Martinslegende, Die Gänsemagd
- 1989: Katze mit Hut, Die Sommerfrische, Die Martinslegende, Der Nussknacker
- 1990: Kleiner König Kalle Wirsch, Die gelehrten Frauen, Gefährliche Liebschaften, Die Martinslegende, Das kleine Mädchen mit den Schwefelhölzern
- 1991: Die Kameliendame, Der wilde Räuber Hotzenplotz, Jorinde und Joringel, Die Martinslegende, Madame Holle am Montmartre
- 1992: Der Weiberklatsch, Der kleine Muck, Schneeweißchen und Rosenrot, Der gute Mensch von Sezuan, Die Martinslegende, Schneewittchen
- 1993: Wie es euch gefällt, Die Kinder aus Bullerbü, Hänsel und Gretel, Der Geizige, Die Martinslegende, Dornröschen
- 1994: Onkel Wanja, Der kleine Troll Krölle Bölle, Die Schwanenkönigin, Kalif Storch, Die Martinslegende, Die Schneekönigin
- 1995: Don Gil von den grünen Hosen, Kalle Wirsch und die wilden Utze, Hänsel und Gretel, Der Froschkönig, Die Martinslegende, Schneeweißchen und Rosenrot, Der Raub der Sabinerinnen
- 1996: Die Heiratsvermittlerin, Krölle Bölle und die Wikingerpiraten, Das kalte Herz, Dornröschen, Die Martinslegende, Rumpelstilzchen
- 1997: Tartuffe, Der Traum des kleinen Hiawatha, Die Zauberflöte, Die Martinslegende, Der Kater mit den Stiefeln trifft die Lügenprinzessin
- 1998: Das Gespenst von K., Momo, Der Kater mit den Stiefeln trifft die Lügenprinzessin, Die Martinslegende, Peter Pan
- 1999: Spiel’s nochmal Sam, Mit Sommernachtstraum ... Euer Shakespeare, Emil und die Detektive, Die Bremer Stadtmusikanten, Die Martinslegende
- 2000: Schlaraffenland, Der nackte Wahnsinn, Der gestiefelte Pinocchio, Die Martinslegende
- 2001: Die Opodeldoks, Aschenputtel, Die Martinslegende
- 2002: Der kleine Horrorladen, Der Zauberer von Oz, Rumpelstilzchen, Die Martinslegende
- 2003: Viel Lärm um nichts, Aladdin, Dornröschen, Die Martinslegende
- 2004: Dornröschen, Romeo und Julia, Peter Pan, Schneewittchen, Viel Lärm um nichts, Die Acht Frauen, Der satanarchäolügenialkohöllische Wunschpunsch
- 2005: Romeo und Julia, Die Acht Frauen, Rotkäppchen, Alice im Wunderland, Känga!
- 2006: Sommernachtstraum, Urmel aus dem Eis, Pünktchen und Anton, Schneekönigin, Honigmond, Der Zauberer von Oz
- 2007: Dracula, Dschungelbuch, Herr der Diebe, Girl interrupted, Peterchens Mondfahrt
- 2008: Die Kameliendame, Jim Knopf und Lukas der Lokomotivführer, Die Vorstadtkrokodile, Wie Puck Weihnachten rettet
- 2009: Pippi Langstrumpf, Hexenjagd, Der Wunschpunsch, Kalle Wirsch, Das Urteil, Sterntaler
- 2010: Krabat, Mary Poppins, Der nackte Wahnsinn, Tintenherz, Das Fest, Hänsel und Gretel
- 2011: Vampir Winnie Wackelzahn, Der kleine Horrorladen, Ronja Räubertochter, Der Zauberer von Oz, Nussknacker und Mäusekönig
- 2012: Räuber Hotzenplotz, Der kleine Horrorladen, Footloose, Die wilden Hühner, Die Opodeldoks, Taubenpost und Silberschuh, 60 Jahre Naturbühne, Arsen und Spitzenhäubchen
- 2013: Peter Pan, Ein Sommernachtstraum, Emil und die Detektive, Frühlings Erwachen, Sebastian Sternenputzer und ein Sonnenstrahl
- 2014: Warten auf Godot, Käpten Knitterbart und seine Bande, Alice im Wunderland, Viel Lärm um nichts, Märchenmond, Der zerbrochene Krug, Die kleine Hexe
- 2015: DNA, Käpten Knitterbart und seine Bande, Münchhausen Junior, Das letzte Einhorn, Die Heiratsvermittlerin, Mitternachtsspitzen, Als der Weihnachtsmann vom Himmel fiel
- 2016: Nichts, was im Leben wichtig ist, Das letzte Einhorn, Der Besuch der alten Dame, Diener zweier Herren, Pippi plündert den Weihnachtsbaum
- 2017: Filmriss, Der Grüffelo, Das Dschungelbuch, Der nackte Wahnsinn, Die Addams Family, Der Gott des Gemetzels, Frohe Weihnachten, kleiner Eisbär
- 2018: Die Welle, Peter Pan – Fliege deinen Traum, Die acht Frauen, Frederick, Der kleine Horrorladen, Boeing Boeing, Wie Puck Weihnachten rettet!
- 2019: Fucking Amal, Jim Knopf und Lukas der Lokomotivführer, Arsen und Spitzenhäubchen, Linie 1, 5 im gleichen Kleid, Es ist ein Elch entsprungen
- 2020: Käpten Knitterbart und seine Bande, Musical-Gala September Nights
- 2021: Musical Gala September Nights
- 2022: An der Arche um acht, Shrek – Das Musical, Urmel aus dem Eis, Lang lebe Ned Devine, Der kleine Rabe Socke
- 2023: Tod auf dem Nil, Natürlich blond, Der kleine Prinz, Kleiner König Kalle Wirsch, Pünktchen und Anton
- 2024: Drei Männer im Schnee, Oh wie schön ist Panama, Peter Pan - Fliege deinen Traum, Die Addams Family, Das perfekte Geheimnis, Wie Puck Weihnachten rettet
- 2025: Ein Mord wird angekündigt, Oh wie schön ist Panama